# Toshiyuki Hosokawa
Toshiyuki Hosokawa (jap. 細川 俊之, Hosokawa Toshiyuki; * 15. Dezember 1940 in Kitakyūshū, Japan; † 14. Januar 2011 in Tokyo) war ein japanischer Schauspieler und Radiomoderator.

## Leben
Hosokawa wurde in Kitakyūshū geboren und wuchs in der Präfektur Fukuoka auf. Er startete seine Karriere 1964 als er, nachdem er die Gakushūin-Universität verließ, dem Bungakuza-Theater beitrat.
1967 heiratete er die japanische Schauspielerin Mayumi Ogawa, mit welcher er ein Kind hat, 1973 ließ sich das Paar scheiden. Ein Jahr später, 1974, heiratete er seine zweite Frau, die ehemalige Takarazuka-Revue-Schauspielerin Norie Fujimoto, mit welcher er bis zu seinem Tod verheiratet war.
Im Januar 2011 zog sich Hosokawa bei einem Sturz schwere Kopfverletzungen zu, infolge dieser verstarb er am 14. Januar 2011 mit 70 Jahren im Krankenhaus an einem subduralem Hämatom.

## Wirken
Bekannt wurde Hosokawa vor allem 1970 durch den Film Eros + Massacre von Regisseur Yoshishige Yoshida. Zusammen mit der Schauspielerin Nana Kinomi spielte er in dem 15 Jahre lang laufenden Musical Show Girl mit.
Größere Bekanntheit erlangte er 1994 mit der Nihon TV Drama-Serie Ie naki ko, sowie 1997 mit der Komödie Radio-Zeit (Rajio no Jikan). Neben seiner Schauspielkarriere und seiner Arbeit als Radiomoderator, unter anderem bei FM Tokyo in der Sendung World of Elegance (jap. ワールド・オブ・エレガンス), war Hosokawa seit 2004 Professor an der Osaka University of Arts.

## Filmografie (Auswahl)
- 1967: Zatōichi the Outlaw
- 1970: Eros + Massacre
- 1970: Zatoichi Meets Yojimbo
- 1980: Ashita no Joe … als Tōru Rikiishi (Stimme)
- 1981: Ashita no Joe 2 … als Tōru Rikiishi (Stimme)
- 1990: Childhood Days
- 1997: Welcome Back, Mr. McDonald
- 1997: Radio-Zeit (Rajio no Jikan)
- 2000: Aoi Tokugawa Sandai (Fernsehserie)